# Matlahove, Romnî
Matlahove (în ucraineană Матлахове) este un sat în comuna Velîki Bubnî din raionul Romnî, regiunea Sumî, Ucraina.

## Demografie
Componența lingvistică a localității Matlahove
     Ucraineană (98,86%)
     Rusă (1,14%)
Conform recensământului din 2001, majoritatea populației localității Matlahove era vorbitoare de ucraineană (98,86%), existând în minoritate și vorbitori de rusă (1,14%).